# 罗斯科·贾尔斯
罗斯科·贾尔斯（1949年4月6日—）是一位美国物理学家和計算機工程师，波士顿大学教授。贾尔斯博士毕业于斯坦福大学，导师西德尼·德雷尔，是第一个获得理论物理学博士学位的非裔美国人。